# Ultima VIII: Pagan
Ultima VIII: Pagan é um jogo eletrônico de RPG desenvolvido e publicado pela Origin Systems, originalmente para MS-DOS, em 23 de março de 1994.
O jogo não foi tão bem recebido pela crítica quanto seus antecessores; em 1996, a Computer Gaming World o classificou como o 20º pior jogo de todos os tempos. Um pacote de expansão para o jogo, intitulado The Lost Vale, foi planejado mas cancelado antes de seu lançamento, graças às vendas decepcionantes de Pagan.